# العلاقات اللوكسمبورغية الليختنشتانية
العلاقات اللوكسمبورغية الليختنشتانية هي العلاقات الثنائية التي تجمع بين لوكسمبورغ وليختنشتاين.

## مقارنة بين البلدين
هذه مقارنة عامة ومرجعية للدولتين:
| وجه المقارنة                                              | لوكسمبورغ                                                     | ليختنشتاين                                 |
| --------------------------------------------------------- | ------------------------------------------------------------- | ------------------------------------------ |
| المساحة (كم2)                                             | 2.59 ألف                                                      | 16                                         |
| عدد السكان (نسمة)                                         | 599.45 ألف                                                    | 37.47 ألف                                  |
| الكثافة السكانية (ن./كم²)                                 | 231.45                                                        | 234.19 ألف                                 |
| العاصمة                                                   | لوكسمبورغ                                                     | فادوتس                                     |
| اللغة الرسمية                                             | اللغة اللوكسمبورغية، لغة فرنسية، اللغة الألمانية              | اللغة الألمانية                            |
| العملة                                                    | يورو، فرنك لوكسمبورغ                                          | فرنك سويسري                                |
| الناتج المحلي الإجمالي (بليون دولار)                      | 62.40 مليار                                                   | 6.29 مليار                                 |
| الناتج المحلي الإجمالي (تعادل القوة الشرائية) بليون دولار | 58.13 مليار                                                   |                                            |
| الناتج المحلي الإجمالي الاسمي للفرد دولار أمريكي          | 101.45 ألف                                                    |                                            |
| الناتج المحلي الإجمالي للفرد دولار أمريكي                 | 101.93 ألف                                                    |                                            |
| مؤشر التنمية البشرية                                      | 0.892                                                         | 0.908                                      |
| رمز المكالمات الدولي                                      | +352                                                          | +423                                       |
| رمز الإنترنت                                              | .lu                                                           | .li                                        |
| المنطقة الزمنية                                           | توقيت وسط أوروبا، ت ع م+01:00، ت ع م+02:00، أوروبا/لوكسمبورج ‏ | توقيت وسط أوروبا، ت ع م+01:00، ت ع م+02:00 |

## منظمات دولية مشتركة
يشترك البلدان في عضوية مجموعة من المنظمات الدولية، منها:
| علم المنظمة | اسم المنظمة                    | تاريخ انضمام لوكسمبورغ | تاريخ انضمام ليختنشتاين |
| ----------- | ------------------------------ | ---------------------- | ----------------------- |
|             | الاتحاد البريدي العالمي        | ?                      | ?                       |
|             | منظمة حظر الأسلحة الكيميائية   | ?                      | ?                       |
|             | منظمة التجارة العالمية         | ?                      | ?                       |
|             | الأمم المتحدة                  | 24 أكتوبر 1945         | 18 سبتمبر 1990          |
|             | منظمة الشرطة الجنائية الدولية  | ?                      | ?                       |
|             | الاتحاد الدولي للاتصالات       | 2 مارس 1866            | 25 يوليو 1963           |
|             | مجلس أوروبا                    | ?                      | ?                       |
|             | منظمة الأمن والتعاون في أوروبا | 25 يونيو 1973          | 25 يونيو 1973           |

## وصلات خارجية
- موقع وزارة الخارجية اللوكسمبورغية